# Хенриксон, Эльна
Эльна Хенриксон (швед. Elna Henrikson) — фигуристка из Швеции, бронзовый призёр чемпионатов мира 1923 и 1924 годов, трёхкратная чемпионка Швеции в парном катании. Выступала в паре с Кайем аф Экстрёмом.

## Спортивные достижения
| Соревнования/Сезоны | 1921 | 1922 | 1923 | 1924 |
| ------------------- | ---- | ---- | ---- | ---- |
| Чемпионаты мира     |      |      | 3    | 3    |
| Чемпионаты Швеции   | 1    | 2    | 1    | 1    |